# 수호지 (비디오 게임)
《수호지》는 대한민국의 게임 기업 스케인글로브가 개발하고 4:33에서 제공하는 모바일 게임이다. 메신저 앱인 카카오톡과 연동하여 할 수 있다.
침략과 방어를 하는 것이 주 목적으로,  막사에서 훈련된 병사들로 적을 약탈할 수 있고 흑건적을 토벌해야 하는 토벌전도 있다. 관우의 사당에서는 병사와 도술을 연구할 수 있다. 연맹에 가입해 대화를 할 수도 있고 병사를 지원할 수도 있다.
병사 종류의 종류에는 도검수, 여궁수, 선행대보 대종, 화화상 노지심, 강시, 광천뢰 능진, 입운룡 공손승, 선녀, 혼세마왕 번서, 흑선풍 이규, 요녀, 도깨비, 잠행귀, 손오공, 사오정, 여포 봉선이 있다. 방어 무기에는 화포, 강노의 탑, 비뢰포, 작살포, 화염방사기, 해태상, 냉기의 탑, 화염의 탑, 신기전, 소형 폭탄, 중형 폭탄, 대형 폭탄, 유황불 폭탄, 독항아리, 공중 폭탄, 공중 유도탄이 있다.

## 논란
이 게임은 슈퍼셀(Supercell)의 클래시 오브 클랜을 표절하였다는 논란이 있다.